# بریلیوم استات ابتدایی
بریلیوم استات ابتدایی (به انگلیسی: Basic beryllium acetate) با فرمول شیمیایی C۱۲H۱۸Be۴O۱۳ یک ترکیب شیمیایی است. شکل ظاهری این ترکیب، بی‌رنگ است.